# غيلبرت بينيا
غيلبرت بينيا (بالإنجليزية: Gilbert Pena)‏ هو سياسي أمريكي، ولد في 1949. حزبياً، نشط في الحزب الجمهوري. وقد انتخب عضو مجلس نواب تكساس.